# Waveland (Missisipi)
Waveland – miasto w Stanach Zjednoczonych, w stanie Missisipi, w hrabstwie Hancock.